# كورنيل غرين (لاعب كرة قدم أمريكية)
كورنيل غرين (بالإنجليزية: Cornell Green)‏ هو لاعب كرة قدم أمريكية أمريكي، ولد في 25 أغسطس 1976 في سانت بيترسبرغ في الولايات المتحدة.

## وصلات خارجية
- كورنيل غرين على موقع مرجع كرة القدم المحترفة.كوم (الإنجليزية)